# Hyracodontidae
Hyracodontidae là một họ tê giác đã tuyệt chủng. Là một trong ba họ tê giác, được biết đến như là "tê giác chạy". Chúng là các loài tê giác nhỏ, mảnh khảnh và ăn cỏ, lần đầu tiên xuất hiện trong đầu thế Eocen và tuyệt chủng vào đầu thế Miocen. Chúng sinh sống tại các lục địa phương bắc và có lẽ đã bị thay thế bởi các tổ tiên của ngựa. Chúng có các răng tương tự như ở tê giác hiện đại, nhưng khác biệt với chúng ở chỗ có chân dài và 3 ngón trên mỗi chân (tương tự như ở ngựa thời kỳ đó).

## Phân loại
Họ này được phân chia thành 15 chi với khoảng 36 loài và phân loài đã biết.
- Aprotodon
- Ardynia
- Caenolophus
- Dilophodon
- Eggysodon
- Eotrigonias
- Epitriplopus
- Forstercooperia
- Hyrachyus
- Hyracodon
- Indricotherium
- Pataecops
- Prohyracodon
- Rhodopagus
- Triplopus

## Phát sinh loài
```
Rhinocerotoidea

├── 
Amynodontidae
 (†)
└── Rhinocerotida
├── Hyracodontidae (†)
└── 
Rhinocerotidae
```